# کانایستر هاجز
کانایستر هاجز (به انگلیسی: Kaneaster Hodges, Jr.) سناتور سابق عضو حزب دموکرات ایالات متحده آمریکا بود. وی در سال ۱۹۷۷ تا ۱۹۷۹ میلادی سناتور ایالت آرکانزاس در سنای ایالات متحده آمریکا بود.